# Tranvia Napoli-Bagnoli-Pozzuoli
La tranvia Napoli-Bagnoli-Pozzuoli era una linea tranviaria extraurbana che congiungeva Napoli con Pozzuoli. Integrata nella rete tranviaria partenopea, tale collegamento risultava una delle direttrici a maggior traffico della stessa.
Inaugurata con trazione a vapore nel 1883, la linea fu in seguito elettrificata e rimase in esercizio fino alla seconda guerra mondiale.

## Storia

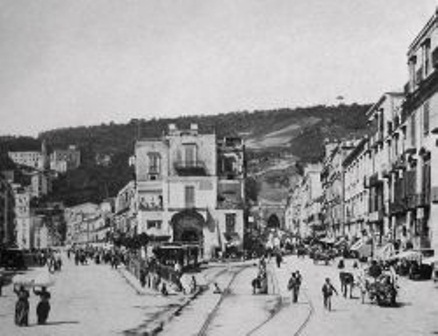
Napoli, "la Torretta"

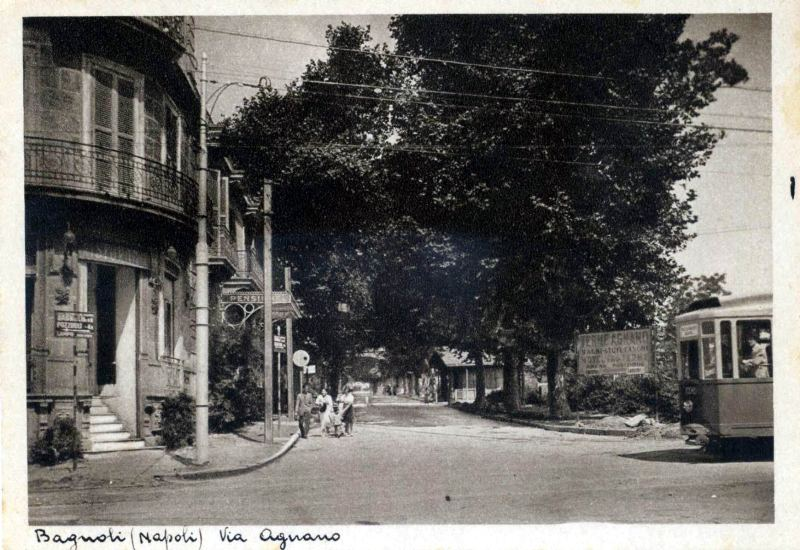
Bagnoli, via Agnano

Nel 1876 la Société Anonyme des Tramways Napolitain (SATN) progettò una linea urbana di tram a cavalli di collegamento fra Piazza San Ferdinando e Fuorigrotta che richiese lo scavo di un traforo inaugurato nel 1884.
Da tale originario collegamento nacque la prima linea interurbana di tram a vapore dell'area napoletana, la Fuorigrotta-Pozzuoli, inaugurata il 5 luglio 1883. La stessa fu prolungata al nuovo capolinea di largo Torretta il 25 marzo 1885 dopo la costruzione del tunnel sotto Posillipo, dando vita alla relazione Torretta-Pozzuoli.
A servizio della linea, nel 1894 venne costruito il deposito di Fuorigrotta, abbandonato nel 1980 in seguito ai danni subiti dal terremoto.
Nel 1902 la linea venne elettrificata e nel 1910 vennero assegnati alle relazioni extraurbane che la interessavano i numeri 22 (Torretta-Pozzuoli) e 23 (Torretta-Bagnoli); in seguito la numerazione delle linee extraurbane mutò e i due collegamenti in questione divennero le linee 52 e 53, in seguito accorpate nella sola 52 (Piazza della Vittoria-Pozzuoli).
Risale al 1912, l’inaugurazione della diramazione per Agnano Terme, concessa dal Comune di Napoli direttamente alla Società Terme di Agnano, che si staccava dalla direttrice per Pozzuoli in corrispondenza dell'immissione di via Agnano su via Diocleziano; la stessa fu definitivamente soppressa il 19 aprile 1961.
Nel 1919, l'esercizio urbano venne assunto dal Comune di Napoli e scorporato da quello extraurbano, rimasto in concessione alla SATN fino al giugno 1927, quando anch'esso viene affidato all'Azienda comunale.
L'intera rete tranviaria, con eccezione di quella gestita dalla Société Anonyme des Tramways Provinciaux (SATP), passò in gestione all'Ente Autonomo Volturno, il 1º gennaio 1931.
Il 24 settembre 1947 l'intera rete tranviaria viene ceduta alla neocostituita Azienda autofilotramviaria del Comune di Napoli, (ATAN), che avvia un piano di eliminazione dei tram dal centro cittadino e di graduale riduzione della rete, con soppressione di tutte le relazioni extraurbane ma nel frattempo, a seguito degli eventi bellici, la linea 52, che era stata trasformata nella navetta Bagnoli-Pozzuoli come linea 50 era già stata sostituita dall’autolinea 152.

## Caratteristiche tecniche
Come il resto della rete napoletana la linea di Pozzuoli era armata con lo scartamento tranviario di 1.445 mm e realizzata prevalentemente con rotaie di tipo phoenix; il sistema di elettrificazione era quello adottato dalla SATN, a 600 V in corrente continua.
Dal capolinea di piazza della Vittoria le vetture percorrevano la Riviera di Chiaia fino alla Torretta, dove al termine di via Piedigrotta, a destra rispetto alla chiesa di Santa Maria, si imboccava il tunnel tranviario realizzato nel 1884 e che in seguito, dopo l'ampliamento e adattamento per il traffico veicolare, venne denominato 4 giornate.

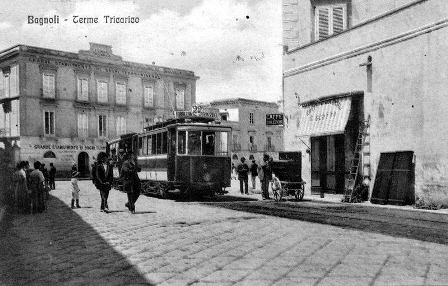
Terme a Bagnoli

Le vetture del "22" e del "23" incontravano dunque l'importante fermata di piazza Pilastri, indicata negli orari dell'epoca come località principale, posta sullo slargo di fronte alla stazione di piazza Leopardi lungo via Giulio Cesare, non essendo ancora stato costruito ai tempi Viale Augusto.
Imboccata via Diocleziano e sottopassata la ferrovia Roma-Napoli si incontrava la diramazione per le terme di Diocleziano per poi impegnare via Bagnoli che conduceva al capolinea posto in tale località. La linea proseguiva dunque con caratteristiche più spiccatamente extraurbane lungo la direttrice costiera costituita da via di Pozzuoli, via Napoli e corso Umberto I, fino al capolinea di Pozzuoli.

## Materiale rotabile
Per l'esercizio della linea a vapore la S.A.T.N. utilizzò, nel tempo, 11 locomotive, di cui nove di costruzione Henschel e due Saint-Léonard, tutte trasferite ad altre linee italiane (Torino-Orbassano-Giaveno, Tramways a Vapore Interprovinciali di Milano, Bergamo e Cremona, Tranvie Provinciali Cremonesi) all'atto dell'elettrificazione della tramvia nel 1902. Ad esse si unì un'automotrice a vapore tipo Rowan, costruita dalla Borsig nel 1896. Le motrici elettriche impiegate sulla Napoli-Pozzuoli erano le stesse in servizio sulla rete urbana: tutte a due assi bidirezionali, erano scelte tra quelle di maggior potenza dovendo essere in grado di trainare talora anche due rimorchi. Sulla sola linea 23 vennero in seguito utilizzati anche i tram a carrelli della dotazione complessiva aziendale..
Peter Witt usate sulla linea 23.